# Ryo Hozumi
Ryo Hozumi (穂積 諒 Hozumi Ryo?), född 30 maj 1994 i Chiba prefektur, är en japansk fotbollsspelare.
Hozumi började sin karriär 2017 i Vanraure Hachinohe.